# Милиево (Черновицкая область)
Мили́ево (укр. Міліїве, Мілієве) — село в Вижницкой городской общине Вижницкого района Черновицкой области Украины.
Население по переписи 2001 года составляло 2071 человек. Телефонный код — 3730. Код КОАТУУ — 7320584501.
5 июля 1941 года после отступления советских войск ОУНовцами Буковинского куреня Петра Войновского в ходе устроенного еврейского погрома было уничтожено 120 человек.